# Гай (Србац)
Здесь — статья о населенном пункте Боснии и Герцеговины. О других НП — см. Гай
Гай (серб. Гай) — населенный пункт в общине Србац, который принадлежит энтитету Республике Сербской, Босния и Герцеговина. По результатам югославской переписи населения 1991 года в Гае проживало 5 человек.

## Население
| 1948                           | 1953 | 1961 | 1971 | 1981 | 1991 | - |
| ------------------------------ | ---- | ---- | ---- | ---- | ---- | - |
| 314                            | 334  | 324  | 230  | 95   | 5    | - |
| Гистограмма динамики населения |      |      |      |      |      |   |